# WSV Unterammergau

Logo

Der WSV Unterammergau ist ein Wintersportverein aus Unterammergau, der seinen Vereinsschwerpunkt aufs Naturbahnrodeln legt.

## Geschichte
Der WSV Unterammergau wurde 1924 gegründet, nachdem bereits zuvor im Gebiet um Unterammergau das Rodeln weit verbreitet war. Bereits in den ersten Jahren wurden interne Vereinsmeisterschaften ausgetragen. Dabei wurden die Rennen im Naturbahnrodeln auf langen Strecken ausgetragen. Am 10. Januar 1931 richtete der Verein ein internationales Rodelrennen auf einer Strecke von 6000 m bei den Pürschlinghäuser aus. Die erreichte Bestzeit lag dabei bei 8:20 Minuten. Im Zweiten Weltkrieg ruhte die Vereinstätigkeit, bevor der Verein 1949 wiedergegründet wurde. Ab 1958 richtete der WSV Unterammergau neben den süddeutschen und bayerischen Meisterschaften auch Pokalrennen des Bayrischen Bob- und Schlittensportverband sowie erstmals auch deutsche Meisterschaften aus. Die Zahl der aktiven Rodler stieg auf 30. 1967 gründete der Verein gemeinsam mit Inzing (Österreich) und Olang (Italien) den Europapokal im Naturbahnrodeln. In den 1960er Jahren musste die Rodelstrecke Pürschlingweg stillgelegt werden. Ab 1972 plante man eine neue Rodelstrecke, welche dann ab 1977 gebaut wurde. 1992 wurde ein Teil der neuen Rodelbahn verlegt, nachdem 1991 letztmals ein Europacup-Rennen auf der Strecke stattfand. 1999 wurde die Bahn fast vollständig umgebaut. Dabei wurden einige Stellen entschärft und somit das Gefälle vermindert. Nach dem Umbau richtete der Verein wieder international besetzte Rennen aus. Auch wurde im gleichen Jahr erstmals ein Sommerrodel-Wettbewerb auf Rollschlitten ausgetragen. Am 1. und 2. Januar 2000 war der WSV erstmals Austragungsort von internationalen Hornschlitten-Rennen. Ein Jahr später richtete der Verein erstmals ein Rennen im Naturbahnrodel-Weltcup aus.
Neben der Naturbahnrodel-Abteilung hat der Verein außerdem eine Ski-Alpin-Abteilung, die unter anderem die mehrfache deutsche Meisterin Miriam Vogt hervorbrachte. Zudem bietet der Verein Skilanglauf, Fußball und Turnen. Die Fußballabteilung spielt in der Kreisklasse Zugspitze Gruppe 3.

## Bekannte Mitglieder
- Vitus Gansler
- Hans Noll
- Miriam Vogt
- Christian Wichan
- Markus Wichan